# Aedes australis
Aedes australis é um espécie de mosquito do género Aedes, pertencente à família Culicidae.